# Snipex M
Snipex M — однозарядная дальнобойная винтовка калибра 12,7 под патрон 12,7 × 108 мм с автоматическим выбрасыванием гильзы. Предназначена для поражения подвижных и неподвижных целей, в частности на дальних дистанциях.

## Конструкция
Винтовка Snipex М выпускается в двух вариантах. Snipex М75 имеет длину ствола 750 мм, а Snipex М100 — 1000 мм.Сконструирована с учётом всех требований к оружию для высокоточной стрельбы. Сборка по схеме булл-пап. Ствол имеет 8 правых нарезов с твистом 15 дюймов, максимально открытый, с продольными долами. Оснащён дульным тормозом-компенсатором.
Запирание ствола осуществляется продольно-скользящим поворотным затвором. 13 боевых упоров расположены тремя рядами и возвращаются на 60 градусов, что обеспечивает надёжное запирание ствола. Стреляные гильзы выбрасываются автоматически, после отката затвора назад. Процесс выбрасывания гильзы начинается с небольшой задержкой, что позволяет пуле покинуть ствол, когда затвор ещё полностью закрыт.
Специальный предохранитель флажкового типа расположен непосредственно над рукояткой ведения огня и доступен с обеих сторон оружия.
В винтовке реализован ряд конструкционных решений по уменьшению отдачи. Отдача утилизируется за счёт действия инерционно-откатной системы, работы ДТК и оптимально сбалансированного веса.
Сошки складываются, конструкция и способ крепления сошек придают винтовке дополнительную устойчивость. Задняя опора регулируемая. Винтовка оснащена планкой Пикатинни с уклоном 35 МОА.

## Характеристики
|                                       | Snipex M75           | Snipex M100          |
| ------------------------------------- | -------------------- | -------------------- |
| Калибр                                | 12.7                 | 12.7                 |
| Патрон                                | 12.7 Х 108           | 12.7 Х 108           |
| Масса, кг                             | 15                   | 16,5                 |
| Длина винтовки в сборе, мм            | 1250                 | 1505                 |
| Длина ствола, мм                      | 750                  | 1000                 |
| Нарезы                                | 8                    | 8                    |
| Твист                                 | 15"                  | 15"                  |
| Планка Пикатинни                      | Верхняя Mil standard | Верхняя Mil standard |
| Предохранитель                        | флажкового типа      | флажкового типа      |
| Начальная скорость пули, м/c          | 780                  | 850                  |
| Эффективная дальность стрельбы, м     | 2000                 | 2300                 |
| Максимальная дальность полёта пули, м | 6800                 | 6800                 |

## История
Прототип винтовки был представлен на Международной специализированной выставке «Оружие и безопасность 2016» в Киеве. Через год появилась информация о рабочем варианте Snipex M75,, а ещё через год на выставке «Оружие и безопасность 2018» была представлена Snipex M100.